# Eredivisie de 2022–23
A Eredivisie de 2022–23 foi a 67ª temporada da principal competição do futebol profissional dos Países Baixos e a 134ª temporada da primeira divisão do Campeonato Holandês de Futebol. A competição é organizada pela Real Associação de Futebol dos Países Baixos (em holandês: Koninklijke Nederlandse Voetbalbond, cuja sigla é KNVB), e conta com a participação de dezoito clubes. A temporada regular começou em 5 de agosto de 2022 e foi concluída em 28 de maio de 2023. O detentor do título até então, era o Ajax de Amsterdã, vencedor da edição de 2021–22.
O  Emmen subiu para a primeira divisão após 1 ano de ausência, já os times Volendam e Excelsior voltaram após 13 e 3 anos na segunda divisão respectivamente.

## Regulamento

### Sistema de disputa
A Eredivisie de 2022–23 é disputada por dezoito clubes em fase única, turno e returno, no sistema de pontos corridos. Não há campeões por turnos, sendo declarado campeão holandês o time que obtiver o maior número de pontos após as 34 rodadas. Sobre o rebaixamento: os dois piores pontuadores caem direto para a Segunda Divisão ("Eerste Divisie"). O 16º colocado e seis times da Segundona disputarão uma série de "playoffs" para saber quem jogará na elite na próxima temporada.

### Critérios de desempate
Caso haja empate de pontos entre dois clubes, os critérios de desempates serão aplicados na seguinte ordem:
1. Saldo de gols
2. Gols marcados
3. Pontos no confronto direto
4. Saldo de gols no confronto direto
5. Gols marcados no confronto direto
6. Jogo de desempate (apenas para decidir o campeão, rebaixados e qualificados para a Liga Europa, caso contrário, teremos um sorteio)
7. Disputa por pênaltis (em caso de empate no tempo normal do jogo de desempate)

### Vagas em outras competições
A Eredivisie concede duas vagas para a Liga dos Campeões de 2023–24 e duas para a Liga Conferência Europa de 2023–24, divididas da seguinte forma:
| Posição | Qualificação para                                                                          |
| ------- | ------------------------------------------------------------------------------------------ |
| 1       | Fase de grupos da Liga dos Campeões de 2023–24                                             |
| 2       | 2ª rodada de qualificação da Liga dos Campeões de 2023–24                                  |
| 3       | 3ª rodada de qualificação da Liga Conferência Europa de 2023–24                            |
| 4 – 7   | Play-offs para uma vaga na 2ª rodada de qualificação da Liga Conferência Europa de 2023–24 |

## Participantes
Dezoito equipes participam do campeonato – as quinze equipes da temporada anterior e as três equipes promovidas da Eerste Divisie.

### Ascensos e descensos
| Clube     | Promovido como                  |
| --------- | ------------------------------- |
| Emmen     | 1º na Eerste Divisie de 2021–22 |
| Volendam  | 2º na Eerste Divisie de 2021–22 |
| Excelsior | 6º e vencedor dos Play-offs     |

| Clube           | Rebaixado como               |
| --------------- | ---------------------------- |
| Heracles Almelo | 16º e perdedor dos Play-offs |
| Willem II       | 17º na Eredivisie de 2021–22 |
| Zwolle          | 18º na Eredivisie de 2021–22 |

### Informações dos clubes
| Equipe           | Cidade         | Província         | Estádio (mando)                  | Títulos (último)       |
| ---------------- | -------------- | ----------------- | -------------------------------- | ---------------------- |
| Ajax             | Amsterdã       | Holanda do Norte  | Johan Cruijff ArenA              | 35 (último em 2021–22) |
| AZ Alkmaar       | Alkmaar        | Holanda do Norte  | AFAS Stadion                     | 2 (último em 2008–09)  |
| Cambuur          | Leeuwarden     | Frísia            | Cambuur Stadion                  | 0 (nenhum)             |
| Emmen            | Emmen          | Drente            | De Oude Meerdijk                 | 0 (nenhum)             |
| Excelsior        | Rotterdã       | Holanda do Sul    | Estádio Van Donge & De Roo       | 0 (nenhum)             |
| Feyenoord        | Rotterdã       | Holanda do Sul    | De Kuip                          | 15 (último em 2016–17) |
| Fortuna Sittard  | Sittard-Geleen | Limburgo          | Fortuna Sittard Stadion          | 0 (nenhum)             |
| Go Ahead Eagles  | Deventer       | Overissel         | De Adelaarshorst                 | 4 (último em 1932-33)  |
| Groningen        | Groninga       | Groninga          | Hitachi Capital Mobility Stadion | 0 (nenhum)             |
| Heerenveen       | Heerenveen     | Frísia            | Abe Lenstra Stadion              | 0 (nenhum)             |
| NEC              | Nijmegen       | Guéldria          | Goffertstadion                   | 0 (nenhum)             |
| PSV Eindhoven    | Eindhoven      | Brabante do Norte | Philips Stadion                  | 24 (último em 2017–18) |
| RKC Waalwijk     | Waalwijk       | Brabante do Norte | Mandemakers Stadion              | 0 (nenhum)             |
| Sparta Rotterdam | Rotterdã       | Holanda do Sul    | Het Kasteel                      | 6 (último em 1958–59)  |
| Twente           | Enschede       | Overissel         | De Grolsch Veste                 | 1 (último em 2009–10)  |
| Utrecht          | Utrecht        | Utreque           | Stadion Galgenwaard              | 0 (nenhum)             |
| Vitesse          | Arnhem         | Guéldria          | GelreDome                        | 0 (nenhum)             |
| Volendam         | Volendam       | Holanda do Norte  | Krass Stadion                    | 0 (nenhum)             |

| Nº de times | Províncias        | Time(s)                                |
| ----------- | ----------------- | -------------------------------------- |
| 3           | Holanda do Norte  | Ajax, AZ Alkmaar, Volendam             |
| 3           | Holanda do Sul    | Excelsior, Feyenoord, Sparta Rotterdam |
| 2           | Brabante do Norte | PSV Eindhoven, RKC Waalwijk            |
| 2           | Frísia            | Cambuur, Heerenveen                    |
| 2           | Guéldria          | NEC, Vitesse                           |
| 2           | Overissel         | Go Ahead Eagles, Twente                |
| 1           | Drente            | Emmen                                  |
| 1           | Groninga          | Groningen                              |
| 1           | Limburgo          | Fortuna Sittard                        |
| 1           | Utreque           | Utrecht                                |

## Classificação
| Pos | Equipe           | Pts | J  | V  | E  | D  | GP | GC | SG  | Classificação ou rebaixamento                                                                |
| --- | ---------------- | --- | -- | -- | -- | -- | -- | -- | --- | -------------------------------------------------------------------------------------------- |
| 1   | Feyenoord        | 82  | 34 | 25 | 7  | 2  | 81 | 30 | +51 | Fase de grupos da Liga dos Campeões de 2023–24                                               |
| 2   | PSV Eindhoven    | 75  | 34 | 23 | 6  | 5  | 89 | 40 | +49 | 3ª pré-eliminatória da Liga dos Campeões de 2023–24                                          |
| 3   | Ajax             | 69  | 34 | 20 | 9  | 5  | 86 | 38 | +48 | Play-offs da Liga Europa da UEFA de 2023–24                                                  |
| 4   | AZ Alkmaar       | 67  | 34 | 20 | 7  | 7  | 68 | 35 | +33 | 3ª pré-eliminatória da Liga Conferência de 2023–24                                           |
| 5   | Twente           | 64  | 34 | 18 | 10 | 6  | 66 | 27 | +39 | Vencedor dos Play-offs e vaga para 2ª pré-eliminatória da Liga Conferência Europa de 2023–24 |
| 6   | Sparta Rotterdam | 59  | 34 | 17 | 8  | 9  | 60 | 37 | +23 | Play-offs Liga Conferência                                                                   |
| 7   | Utrecht          | 54  | 34 | 15 | 9  | 10 | 55 | 50 | +5  | Play-offs Liga Conferência                                                                   |
| 8   | Heerenveen       | 46  | 34 | 12 | 10 | 12 | 44 | 50 | −6  | Play-offs Liga Conferência                                                                   |
| 9   | RKC Waalwijk     | 41  | 34 | 11 | 8  | 15 | 50 | 64 | −14 |                                                                                              |
| 10  | Vitesse          | 40  | 34 | 10 | 10 | 14 | 45 | 50 | −5  |                                                                                              |
| 11  | Go Ahead Eagles  | 40  | 34 | 10 | 10 | 14 | 46 | 56 | −10 |                                                                                              |
| 12  | NEC              | 39  | 34 | 8  | 15 | 11 | 42 | 45 | −3  |                                                                                              |
| 13  | Fortuna Sittard  | 36  | 34 | 10 | 6  | 18 | 39 | 62 | −23 |                                                                                              |
| 14  | Volendam         | 36  | 34 | 10 | 6  | 18 | 42 | 71 | −29 |                                                                                              |
| 15  | Excelsior        | 32  | 34 | 9  | 5  | 20 | 32 | 71 | −39 |                                                                                              |
| 16  | Emmen            | 28  | 34 | 6  | 10 | 18 | 33 | 65 | −32 | Play-offs de Rebaixamento                                                                    |
| 17  | Cambuur          | 19  | 34 | 5  | 4  | 25 | 26 | 69 | −43 | Rebaixamento à Segunda Divisão                                                               |
| 18  | Groningen        | 18  | 34 | 4  | 6  | 24 | 31 | 75 | −44 | Rebaixamento à Segunda Divisão                                                               |

#### Desempenho por rodada
Clubes que lideraram ao final de cada rodada:
|          | 1ª  | 2ª  | 3ª  | 4ª  | 5ª  | 6ª  | 7ª  | 8ª | 9ª | 10ª | 11ª | 12ª | 13ª | 14ª | 15ª | 16ª | 17ª |     |     |     |
| 1º Turno | FEY | AJA | AJA | AJA | AJA | AJA | PSV | AZ | AZ | AJA | AJA | AJA | PSV | FEY | FEY | FEY | FEY | FEY | FEY | FEY |

|          | 18ª | 19ª | 20ª | 21ª | 22ª | 23ª | 24ª | 25ª | 26ª | 27ª | 28ª | 29ª | 30ª | 31ª | 32ª | 33ª | 34ª |
| 2º Turno | FEY | FEY | FEY | FEY | FEY | FEY | FEY | FEY | FEY | FEY | FEY | FEY | FEY | FEY | FEY | FEY | FEY |

### Resultados
| Mandante \ Visitante | AJA | AZ  | CAM | EMM | EXC | FEY | FOR | GAE | GRO | HEE | NEC | PSV | RKC | SPA | TWE | UTR | VIT | VOL |
| -------------------- | --- | --- | --- | --- | --- | --- | --- | --- | --- | --- | --- | --- | --- | --- | --- | --- | --- | --- |
| Ajax                 | —   | 0–0 | 4–0 | 3–1 | 7–1 | 2–3 | 4–0 | 1–1 | 6–1 | 5–0 | 1–0 | 1–2 | 3–1 | 4–0 | 0–0 | 3–1 | 2–2 | 1–1 |
| AZ Alkmaar           | 2–1 | —   | 2–1 | 5–1 | 5–0 | 1–3 | 3–1 | 2–0 | 1–0 | 1–1 | 4–1 | 1–2 | 3–0 | 0–1 | 1–1 | 5–5 | 1–1 | 2–1 |
| Cambuur              | 0–5 | 0–1 | —   | 1–2 | 0–2 | 0–3 | 1–2 | 4–1 | 0–1 | 1–2 | 0–1 | 3–0 | 4–0 | 0–3 | 0–1 | 0–3 | 0–3 | 0–3 |
| Emmen                | 3–3 | 0–3 | 0–0 | —   | 2–0 | 1–3 | 0–1 | 2–2 | 0–0 | 0–0 | 0–0 | 1–0 | 1–1 | 0–2 | 0–3 | 3–2 | 2–2 | 1–1 |
| Excelsior            | 1–4 | 2–1 | 4–1 | 2–1 | —   | 0–2 | 3–0 | 2–1 | 1–0 | 0–1 | 0–3 | 1–6 | 0–0 | 1–4 | 0–0 | 0–1 | 3–1 | 2–0 |
| Feyenoord            | 1–1 | 2–1 | 1–0 | 4–0 | 5–1 | —   | 1–1 | 3–0 | 1–0 | 0–0 | 2–0 | 2–2 | 5–1 | 3–0 | 2–0 | 3–1 | 0–1 | 2–1 |
| Fortuna Sittard      | 2–3 | 0–3 | 1–4 | 0–1 | 1–0 | 2–4 | —   | 0–2 | 3–1 | 2–0 | 1–1 | 2–2 | 0–0 | 0–0 | 0–3 | 3–4 | 2–0 | 2–0 |
| Go Ahead Eagles      | 0–0 | 1–4 | 0–0 | 2–0 | 3–1 | 3–4 | 2–0 | —   | 1–1 | 1–1 | 1–0 | 2–5 | 3–2 | 0–1 | 2–0 | 2–2 | 2–2 | 3–0 |
| Groningen            | 2–3 | 1–4 | 0–1 | 1–1 | 3–0 | 0–3 | 2–3 | 1–0 | —   | 0–2 | 0–1 | 4–2 | 2–3 | 0–5 | 1–1 | 1–2 | 0–1 | 2–2 |
| Heerenveen           | 2–4 | 0–2 | 2–1 | 2–3 | 1–1 | 1–2 | 2–1 | 2–0 | 3–1 | —   | 0–0 | 0–1 | 1–4 | 0–0 | 2–1 | 1–2 | 1–3 | 2–1 |
| NEC                  | 1–1 | 0–3 | 0–0 | 3–1 | 1–1 | 1–1 | 1–1 | 3–3 | 1–1 | 2–3 | —   | 2–4 | 6–1 | 1–1 | 0–1 | 2–2 | 1–4 | 3–0 |
| PSV Eindhoven        | 3–0 | 0–1 | 5–2 | 4–1 | 4–0 | 4–3 | 2–1 | 2–0 | 6–0 | 3–3 | 3–0 | —   | 1–0 | 0–0 | 3–1 | 6–1 | 1–0 | 7–1 |
| RKC Waalwijk         | 1–4 | 3–1 | 5–1 | 2–0 | 5–2 | 0–1 | 3–1 | 3–1 | 2–1 | 0–0 | 1–3 | 0–1 | —   | 2–2 | 0–5 | 2–2 | 1–0 | 4–1 |
| Sparta Rotterdam     | 0–1 | 2–3 | 4–1 | 3–1 | 1–0 | 1–3 | 3–1 | 2–1 | 2–1 | 4–0 | 2–0 | 0–1 | 0–0 | —   | 1–1 | 0–3 | 3–1 | 4–0 |
| Twente               | 3–1 | 2–1 | 4–0 | 2–0 | 4–0 | 1–1 | 3–0 | 1–1 | 3–0 | 3–3 | 4–0 | 2–1 | 3–0 | 3–3 | —   | 2–0 | 3–0 | 3–0 |
| Utrecht              | 0–2 | 1–2 | 0–0 | 3–2 | 1–0 | 1–1 | 1–2 | 1–2 | 2–1 | 1–0 | 0–0 | 2–2 | 2–0 | 3–1 | 1–0 | —   | 1–0 | 0–0 |
| Vitesse              | 1–2 | 0–1 | 2–0 | 2–1 | 0–0 | 2–5 | 1–2 | 2–0 | 6–0 | 0–4 | 0–0 | 1–1 | 2–2 | 0–4 | 2–2 | 2–0 | —   | 1–1 |
| Volendam             | 2–4 | 1–1 | 2–0 | 3–1 | 3–2 | 0–2 | 2–1 | 2–3 | 3–2 | 1–3 | 1–4 | 2–3 | 2–1 | 2–1 | 1–0 | 0–4 | 2–0 | —   |

## Premiação
| Campeonato Neerlandês de Futebol de 2022–23 Eredivisie de 2022–23 |
| Bandeira de Holanda do Norte                                      |
| ----------------------------------------------------------------- |
| Feyenoord Campeão (16° título)                                    |

## Play-offs

### Liga Conferência
Os 4 times melhores classificados na temporada que não garantiram vagas em torneios internacionais disputarão entre si, em sistema mata-mata, uma vaga para o 2º round de play-offs da Liga Conferência 2022-23.
|  | Semifinais           | Semifinais           | Semifinais       | Semifinais | Semifinais |   |        | Final  | Final | Final | Final | Final |
|  |                      |                      |                  |            |            |   |        |        |       |       |       |       |
|  | Twente               | Twente               | 2                | 4          | 6          |   |        |        |       |       |       |       |
|  | Heerenveen           | Heerenveen           | 1                | 0          | 1          |   |        |        |       |       |       |       |
|  |                      |                      |                  |            |            |   | Twente | Twente | 1     | 1     | 2     |       |
|  |                      | Sparta Rotterdam     | Sparta Rotterdam | 1          | 0          | 1 |        |        |       |       |       |       |
|  | Sparta Rotterdam (p) | Sparta Rotterdam (p) | 2                | 0          | 2 (5)      |   |        |        |       |       |       |       |
|  | Utrecht              | Utrecht              | 1                | 1          | 2 (4)      |   |        |        |       |       |       |       |

### Rebaixamento/Promoção
O time que terminar em 16º lugar no torneio irá disputar a permanência na primeira divisão com outros 6 clubes provenientes da segunda divisão. Essas equipes são as 6 melhores da temporada excluindo o top 2, pois são promovidos diretamente, e os times Jong das equipes da 1ª divisão. 
|  | Quartas de final | Quartas de final | Quartas de final | Quartas de final |      |           | Semifinais              | Semifinais              | Semifinais              | Semifinais              |  |       | Final           | Final           | Final           | Final           |  |  |
|  | 22-27 de maio    | 22-27 de maio    | 22-27 de maio    | 22-27 de maio    |      |           | 30 de maio - 3 de junho | 30 de maio - 3 de junho | 30 de maio - 3 de junho | 30 de maio - 3 de junho |  |       | 6 - 11 de junho | 6 - 11 de junho | 6 - 11 de junho | 6 - 11 de junho |  |  |
|  |                  |                  |                  |                  |      |           |                         |                         |                         |                         |  |       |                 |                 |                 |                 |  |  |
|  | Emmen            | –                | –                | –                |      |           |                         |                         |                         |                         |  |       |                 |                 |                 |                 |  |  |
|  | —                | –                | –                | –                |      |           |                         |                         |                         |                         |  |       |                 |                 |                 |                 |  |  |
|  | —                | –                | –                | –                |      | Emmen     | 2                       | 2                       | 4                       |                         |  |       |                 |                 |                 |                 |  |  |
|  |                  |                  |                  |                  |      | Emmen     | 2                       | 2                       | 4                       |                         |  |       |                 |                 |                 |                 |  |  |
|  |                  | NAC Breda        | 1                | 0                | 1    |           |                         |                         |                         |                         |  |       |                 |                 |                 |                 |  |  |
|  | MVV Maastricht   | NAC Breda        | 1                | 0                | 1    | 0         | 1                       | 1                       |                         |                         |  |       |                 |                 |                 |                 |  |  |
|  | MVV Maastricht   |                  |                  |                  |      | 0         | 1                       | 1                       |                         |                         |  |       |                 |                 |                 |                 |  |  |
|  | NAC Breda        | 1                | 4                | 5                |      |           |                         |                         |                         |                         |  |       |                 |                 |                 |                 |  |  |
|  | NAC Breda        | 1                | 4                | 5                |      |           |                         |                         |                         |                         |  | Emmen | 0               | 1               | 1               |                 |  |  |
|  |                  |                  |                  |                  |      |           |                         |                         |                         |                         |  | Emmen | 0               | 1               | 1               |                 |  |  |
|  |                  | Almere City      | 2                | 2                | 4    |           |                         |                         |                         |                         |  |       |                 |                 |                 |                 |  |  |
|  | Willem II        | Almere City      | 2                | 2                | 4    | 2         | 2                       | 4                       |                         |                         |  |       |                 |                 |                 |                 |  |  |
|  | Willem II        |                  |                  |                  |      | 2         | 2                       | 4                       |                         |                         |  |       |                 |                 |                 |                 |  |  |
|  | VVV-Venlo        | 3                | 2                | 5                |      |           |                         |                         |                         |                         |  |       |                 |                 |                 |                 |  |  |
|  | VVV-Venlo        | 3                | 2                | 5                |      | VVV-Venlo | 1                       | 1                       | 2(0)                    |                         |  |       |                 |                 |                 |                 |  |  |
|  |                  |                  |                  |                  |      | VVV-Venlo | 1                       | 1                       | 2(0)                    |                         |  |       |                 |                 |                 |                 |  |  |
|  |                  | Almere City      | 1                | 1                | 2(2) |           |                         |                         |                         |                         |  |       |                 |                 |                 |                 |  |  |
|  | Almere City      | Almere City      | 1                | 1                | 2(2) | 0         | 3                       | 3                       |                         |                         |  |       |                 |                 |                 |                 |  |  |
|  | Almere City      |                  |                  |                  |      | 0         | 3                       | 3                       |                         |                         |  |       |                 |                 |                 |                 |  |  |
|  | Eindhoven        | 1                | 1                | 2                |      |           |                         |                         |                         |                         |  |       |                 |                 |                 |                 |  |  |